# برنت تايس
برنت تايس (مواليد 28 يونيو 1978) هو لاعب كرة قدم. يلعب مع منتخب بلجيكا لكرة القدم. سبق له أن لعب في كأس العالم لكرة القدم مع منتخب بلاده.

## مسيرته الكروية
لعب برنت تايس خلال مسيرته الاحترافية مع 5 أندية في تسعة عشر موسمًا وسجل خلالها 77 هدفًا ضمن 381 مباراة. حيث فاز في موسم واحد بالكأس وفي موسم واحد بالدوري.
خاض برنت تايس مسيرته مع نادي ستاندارد لييج في موسم 1995–96 ليلعب معه خمسة مواسم، مشاركًا في 102 مباراة سجل خلالها 15 هدفًا. ثم انتقل إلى نادي جينك في موسم 2000–01 ليلعب معه أربعة مواسم، حيث شارك في 113 مباراة سجل خلالها 35 هدفًا. لينتقل بعدها إلى نادي بوروسيا مونشنغلادباخ في موسم 2004–05 واستمر معه طيلة ثلاثة مواسم، مشاركًا في 44 مباراة ولم يسجل أي هدف. ثم انتقل إلى نادي غينت في موسم 2007–08 ليلعب معه ستة مواسم، مشاركًا في 111 مباراة سجل خلالها 27 هدفًا.

## روابط خارجية
- برنت تايس على موقع الاتحاد البلجيكي (الإنجليزية)
- برنت تايس على موقع اتحاد تركيا (لاعب) (الإنجليزية)
- برنت تايس على موقع قاعدة بيانات كرة القدم.إي يو (الإنجليزية)
- برنت تايس على موقع بيانات كرة القدم. دي إي (الألمانية)
- برنت تايس على موقع ناشيونال فوتبول تيمز (الإنجليزية)
- برنت تايس على موقع Soccerway.com (الإنجليزية)
- برنت تايس على موقع عالم كرة القدم.نت (الإنجليزية)